# Hypodynerus porteri
Hypodynerus porteri är en stekelart som beskrevs av Joseph Charles Bequaert och Ruiz 1941.
Hypodynerus porteri ingår i släktet Hypodynerus och familjen Eumenidae. Inga underarter finns listade i Catalogue of Life.